# Bunka Fukusō Gakuin
El Bunka Fukusō Gakuin (文化服装学院?) es una escuela de educación vocacional especializada en la enseñanza de diseño de moda y disciplinas relacionadas. Su sede principal está ubicada en Shinjuku, Tokio y cuenta con 70 escuelas alrededor de Japón.

## Historia
La escuela fue fundada en 1919 por Isaburo Namiki como una pequeña institución dedicada a la enseñanza de moda y elaboración de prendas de ropa para chicas. En esa época la ropa de estilo europeo en las mujeres era considerada moderna y solo disponible para las familias adineradas. En 1936 la escuela fue llamada con el nombre actual y comenzó a publicar la revista de moda So-en, la primera de su tipo en Japón.

## Academia
Los programas académicos de la institución se enfocan principalmente en la diseño de moda, tecnología aplicada a la moda, mercadotécnia y distribución, accesorios y textiles. Desde 2012 se abrió un curso de nivel máster para estudiantes extranjeros, lleva el nombre de Global Fashion Concentration y es impartido completamente en idioma inglés. Cuenta con 70 escuelas alrededor de Japón y su campus principal se ubica en la parte oeste de Tokio en el barrio de Shinjuku. En el edificio principal alumnos y profesores tienen acceso a una biblioteca, un museo de vestuarios y un centro de investigación. Algunos de sus exalumnos destacados son: Kenzo Takada, Takeo Kikuchi, Junya Watanabe, Naomi Nishida, Yohji Yamamoto y Jun Takahashi.